# Chelicerca alpina
Chelicerca alpina är en insektsart som beskrevs av Ross 2003. Chelicerca alpina ingår i släktet Chelicerca och familjen Anisembiidae.
Artens utbredningsområde är El Salvador. Inga underarter finns listade i Catalogue of Life.